# マラヴァーンFC
マラヴァーン・バンダレ・アンザリーFC (ラテン文字:Malavan Bandar Anzali Football Club、ペルシア語: باشگاه فوتبال ملوان بندر انزلى) はイラン・ギーラーン州のバンダレ・アンザリーを本拠地とするサッカークラブである。マラヴァーンはペルシア語で水兵を意味する。首都テヘラン以外のクラブとしては国内リーグの観客数で1、2を争うほど人気の高いクラブである。
クラブの総株数の70％をイランのビジネスマン、ホセイン・ヘダーヤティー (Hossein Hedayati) が保有し、残りの30％をイラン海軍が保有している。マラヴァーンは国内でも若手育成プログラムが優れたクラブとして知られている。
現在は国内最上位サッカーリーグのイラン・プロリーグに所属している。
マラヴァーンFCは総合スポーツクラブであるマラヴァーン文化スポーツクラブのサッカー部門である。

## 歴史

### 設立
1969年、バフマン・サーレフニヤーが港町バンダレ・アンザリーの若手アスリートとともにクラブを立ち上げた。それからしばらくして、イラン海軍がクラブのメインスポンサー、オーナーとなることが決定した。サーレフニヤーはクラブの父と呼べる存在であり、彼は1973年にクラブの監督に就任し、1998年まで監督を続けた。2010年まで、クラブは彼以外にモハンマド・アフマドザーデとノスラト・イーラーンドースト、ファルハード・プールゴラーミーという3人の監督しか迎えていない。

### 成功
サーレフニーヤーはクラブを国内1部リーグへと昇格、復帰させた人物である。クラブは国内リーグで特別な成功を収めたことはないが、1977年と1989年にはリーグで3位に入り首都テヘラン以外では最上位の成績を挙げた。マラヴァーンはハズフィー・カップでは1976, 1987, 1990と3回優勝している。1988年、マラヴァーンはアジアクラブ選手権に参加したが、サウンダーズSCを1回戦で破った後イラン・イラク戦争のため参加を辞退せざるを得なくなった。
マラヴァーンは監督をめったに変えないことから近年は中位で安定した成績を残しており、ビッグクラブに挑戦するシーズンが続いている。2008-09シーズンと2009-10シーズンはリーグ戦を12位で終えた。
2010-2011シーズン、マラヴァーンはリーグ戦を8位で終え、ハズフィー・カップでは決勝に進出したがペルセポリスFCに敗れ準優勝に終わった。

### エル・ギーラーノ
バンダレ・アンザリーとラシュトはギーラーン州で1、2を争う大規模都市である。バンダレ・アンザリーはイラン北部最大の港町、ラシュトはギーラーン州の州都であり、この二つの市のフットボールクラブの間には強い対抗意識が存在する。マラヴァーンはバンダレ・アンザリー市内最上位のクラブであり、SCダーマーシュはラシュト市の最上位のクラブである。(ラシュトにはほかにセピードルード・ラシュトFCというクラブが存在する) マラヴァーンとダーマーシュもしくはセピードルードとの試合はギーラーンダービーもしくはエル・ギーラーノとして知られている。
2008-2009年シーズン、マラヴァーンはジャラール・ラーフハーイーやメフラーン・ジャアファリーのゴールによりダーマーシュをアウェーで破った。試合後には約1000の観客席がダーマーシュのファンにより破壊された。
2009-2010年シーズン、マラヴァーンはセピードルードとハズフィー・カップで対戦し、メフルダード・オラーディーの2ゴールで勝利した。
| 試合 | ホームチーム           | 結果 | アウェーチーム         |
| 1    | エステグラル・ラシュト | 1-2  | マラヴァーン           |
| 2    | マラヴァーン           | 0-0  | エステグラル・ラシュト |
| 3    | ペガーフ               | 2-2  | マラヴァーン           |
| 4    | マラヴァーン           | 3-0  | ペガーフ               |
| 5    | ペガーフ               | 0-0  | マラヴァーン           |
| 6    | マラヴァーン           | 1-1  | ペガーフ               |
| 7    | ダーマーシュ           | 1-2  | マラヴァーン           |
| 8    | マラヴァーン           | 1-1  | ダーマーシュ           |
| 9    | マラヴァーン           | 0-1  | ダーマーシュ           |
| 10   | ダーマーシュ           | 0-0  | マラヴァーン           |
| 11   | ダーマーシュ           | 0-0  | マラヴァーン           |

- ペガーフは2008年に解散。

### サポーター
マラヴァーンは情熱的な応援とクラブへの忠誠心が高いことで知られている。マラヴァーンで有名なチャントはGhouye sepide khazari/Malavan bandar Anzali (ペルシア語: قوی سپید خزری/ملوان بندر انزلی) であり、これは北の白鳥と、バンダレ・アンザリーの水兵を意味する。
マラヴァーンのファンは地元出身の英雄シールース・ガーイーガラーンに対し非常に敬意を持っており、彼らはクラブが負けているときはガーイーガラーンを選手たちに思い起こさせるために常に歌うチャントを持っている。
2010-2011シーズンにマラヴァーンがエステグラルとハズフィー・カップの準決勝で対戦した際には、スタジアムの収容人数を超える多くのファンがスタジアムに詰めかけ、マラヴァーン勝利後はその勝利を街中で祝った。決勝戦においても多くのサポーターがスタジアムに詰めかけたが、ペルセポリスに敗れ準優勝に終わると多くのファンがスタジアムのフェンスを破ってピッチに乱入した。

### シーズン別の成績
イラン・プロリーグが開始された2001年以降の成績をいかに示す。
| シーズン | ディヴィジョン           | 順位 | ハズフィー・カップ |
| 2001–02  | イラン・プロリーグ       | 12位 |                    |
| 2002–03  | イラン・プロリーグ       | 14位 |                    |
| 2003–04  | アーザーデガーン・リーグ | 2位  |                    |
| 2004–05  | イラン・プロリーグ       | 7位  | ベスト8            |
| 2005–06  | イラン・プロリーグ       | 11位 | ベスト8            |
| 2006–07  | イラン・プロリーグ       | 14位 | ベスト8            |
| 2007–08  | イラン・プロリーグ       | 16位 | ベスト16           |
| 2008–09  | イラン・プロリーグ       | 12位 | ベスト8            |
| 2009–10  | イラン・プロリーグ       | 12位 | ベスト8            |
| 2010–11  | イラン・プロリーグ       | 8位  | 準優勝             |
| 2011–12  | イラン・プロリーグ       | 15位 | 4回戦敗退          |
| 2012–13  | イラン・プロリーグ       | 13位 | ベスト32           |
| 2013–14  | イラン・プロリーグ       | 7位  | ベスト16           |

## クラブ代表の変遷
|                        | \| 氏名 \| 役職 \| 期間 \| \| ---------------------- \| ---- \| --------- \| \| ラシード・サーズマンド \| CEO \| 1996–2006 \| \| Ardeshir Pournemat \| CEO \| 2006–2012 \| \| Sadeg Dorodgar \| CEO \| 2012– \| |           |
| 氏名                   | 役職 | 期間      |
| ラシード・サーズマンド | CEO | 1996–2006 |
| Ardeshir Pournemat     | CEO | 2006–2012 |
| Sadeg Dorodgar         | CEO | 2012–     |

## コーチングスタッフ
| ポジション   | 氏名                       |
| ------------ | -------------------------- |
| 監督         | モハンマド・アフマドザーデ |
| 助監督       | モハンマド・ハビービー     |
| マネージャー | ホセイン・ゴラーミー       |
| ドクター     | Ali Pour-Tahmsabi          |

## 歴代監督
1968年から現在までの監督の一覧。
|                                | \| 氏名 \| 国籍 \| 期間 \| \| ------------------------------ \| ---- \| --------- \| \| バフマン・サーレフニヤー \| \| 1968–97 \| \| ノスラト・イーラーンドースト \| \| 1997–00 \| \| モハンマド・アフマドザーデ \| \| 2000–02 \| \| バフマン・サーレフニヤー \| \| 2002–04 \| \| ノスラト・イーラーンドースト \| \| 2004–06 \| \| モハンマド・アフマドザーデ \| \| 2006–10 \| \| ファルハード・プールゴラーミー \| \| 2010–12 \| \| モハンマド・アフマドザーデ \| \| 2012–2013 \| \| ドラガン・スコチッチ \| \| 2013-2014 \| |           |
| 氏名                           | 国籍 | 期間      |
| バフマン・サーレフニヤー       | イランの旗 · イランの旗 | 1968–97   |
| ノスラト・イーラーンドースト   | イランの旗 | 1997–00   |
| モハンマド・アフマドザーデ     | イランの旗 | 2000–02   |
| バフマン・サーレフニヤー       | イランの旗 | 2002–04   |
| ノスラト・イーラーンドースト   | イランの旗 | 2004–06   |
| モハンマド・アフマドザーデ     | イランの旗 | 2006–10   |
| ファルハード・プールゴラーミー | イランの旗 | 2010–12   |
| モハンマド・アフマドザーデ     | イランの旗 | 2012–2013 |
| ドラガン・スコチッチ           | クロアチアの旗 | 2013-2014 |

## 歴代所属選手
| 1970年代 - マヌーチェフル・ダルジェズィー - アズィーズ・エスパンダール - ガフール・ジャハーニー - アクバル・ミーサーギヤーン - アリー・ニーアーカーニー - ミーハイール・ペトロシャン - マフムード・ピーシュガフ＝ハーディーヤーン | 1980年代 - モハンマド・アフマドザーデ - マフムード・フェクリー - シールース・ガーイガラーン - ファルハード・プールゴラーミー | 1990年代 - モハンマド・ガディールバフリー - モハンマド・ハビービー - アーレフ・モハンマドヴァンド - パーヤーン・ラアファト | 2000年代 - ハサン・アシュジャーリー - モハンマド・ゴラーミー - モハンマド・ハムラング - ペジュマーン・ヌーリー - バーバク・プールゴラーミー - ジャラール・ラーフハーイー - ハーディー・ターミーニー - ジャラール・ホセイニー - マージヤール・ザーレ - セルゲイ・パスチェンコ |

## 獲得タイトル

### 国内大会
- ハズフィー・カップ

優勝 (3) 1976, 1987, 1990
準優勝 (4) 1988, 1989, 1991, 2010-11
- アーザーデガーン・リーグ

2位 (1) 2003-04

### 国際大会
- ヴァフダト・カップ

3位 (1) 1982
- RCDカップ

準優勝 (1) 1974